# Toritama (kommun)
Toritama är en kommun i Brasilien.   Den ligger i delstaten Pernambuco, i den östra delen av landet, 1 600 km nordost om huvudstaden Brasília. Antalet invånare är 35 631.
Följande samhällen finns i Toritama:
- Toritama

Omgivningarna runt Toritama är huvudsakligen savann. Runt Toritama är det ganska glesbefolkat, med 30 invånare per kvadratkilometer.